# Pillon
Pour les articles homonymes, voir Pillon (homonymie).
Pillon est une commune française située dans le département de la Meuse, en région Grand Est.

## Géographie

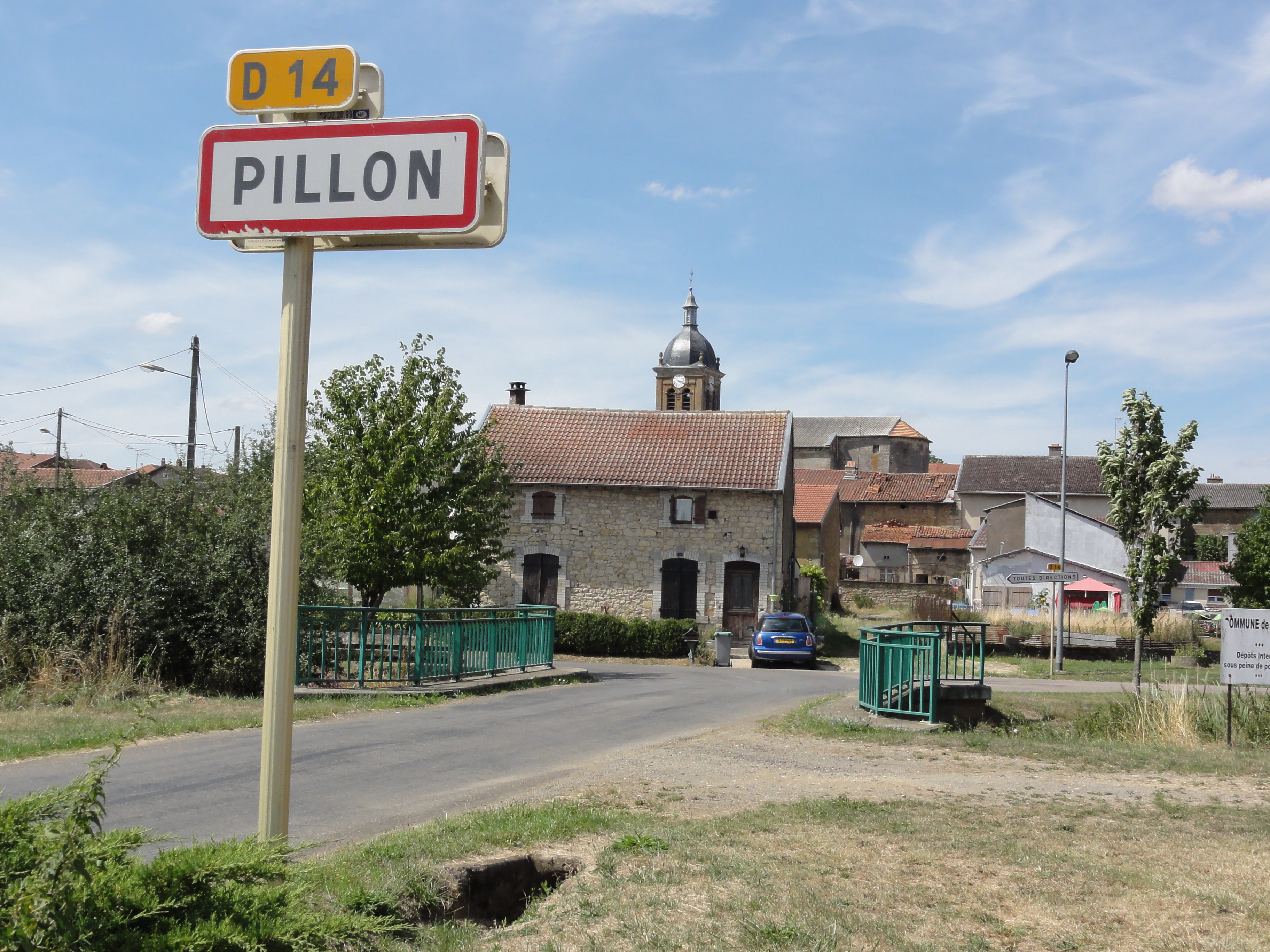
Entrée de Pillon.

| Saint-Laurent-sur-Othain | Sorbey     | Sorbey |
| Mangiennes               | Pillon     | Sorbey |
| Mangiennes               | Mangiennes | Duzey  |

### Hydrographie

#### Réseau hydrographique
La commune est dans le bassin versant de la Meuse au sein du bassin Rhin-Meuse. Elle est drainée par l'Othain et le ruisseau de Pillon,.
L'Othain, d'une longueur de 67 km, prend sa source dans la commune de Gondrecourt-Aix et se jette  dans la Chiers à Montmédy, après avoir traversé 25 communes. 

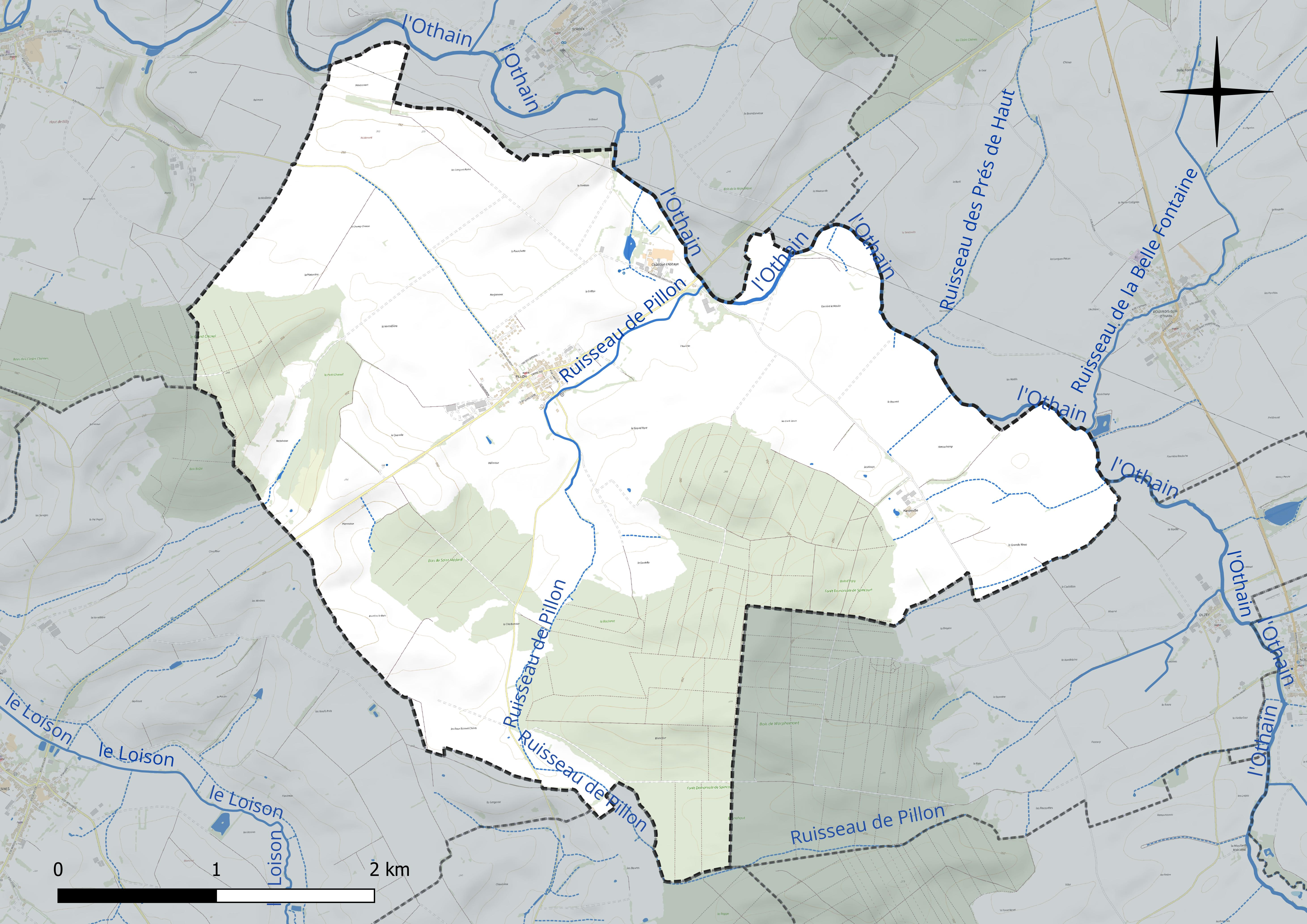
Réseau hydrographique de Pillon.

#### Gestion et qualité des eaux
Le territoire communal est couvert par le schéma d'aménagement et de gestion des eaux (SAGE) « Bassin ferrifère ». Ce document de planification concerne le périmètre des anciennes galeries des mines de fer, des aquifères et des bassins versants hydrographiques associés qui s’étend sur 2 418 km2. Les bassins versants concernés sont celui de la Chiers en amont de la confluence avec l'Othain, et ses affluents (la Crusnes, la Pienne, l'Othain), celui de l'Orne et ses affluents et celui de la Fensch, le Veymerange, la Kiesel et les parties françaises du bassin versant de l'Alzette et de ses affluents (Kaylbach, ruisseau de Volmerange). Il a été approuvé le 27 mars 2015. La structure porteuse de l'élaboration et de la mise en œuvre est la région Grand Est. 
La qualité des cours d’eau peut être consultée sur un site dédié géré par les agences de l’eau et l’Agence française pour la biodiversité. 

### Climat
Pour des articles plus généraux, voir Climat du Grand Est et Climat de la Meuse.
En 2010, le climat de la commune est de type climat de montagne, selon une étude du Centre national de la recherche scientifique s'appuyant sur une série de données couvrant la période 1971-2000. En 2020, Météo-France publie une typologie des climats de la France métropolitaine dans laquelle la commune est dans une zone de transition entre le climat océanique altéré et le climat océanique altéré et est dans la région climatique  Lorraine, plateau de Langres, Morvan, caractérisée par un hiver rude (1,5 °C), des vents modérés et des brouillards fréquents en automne et hiver. 
Pour la période 1971-2000, la température annuelle moyenne est de 9,5 °C, avec une amplitude thermique annuelle de 15,9 °C. Le cumul annuel moyen de précipitations est de 919 mm, avec 13,7 jours de précipitations en janvier et 9,5 jours en juillet. Pour la période 1991-2020, la température moyenne annuelle observée sur la station météorologique de Météo-France la plus proche, « Villette », sur la commune de Villette à 11 km à vol d'oiseau, est de 10,1 °C et le cumul annuel moyen de précipitations est de 909,4 mm. 
La température maximale relevée sur cette station est de 39 °C, atteinte le 25 juillet 2019 ; la température minimale est de −14,8 °C, atteinte le 20 décembre 2009,,. 
Les paramètres climatiques de la commune ont été estimés pour le milieu du siècle (2041-2070) selon différents scénarios d'émission de gaz à effet de serre à partir des nouvelles projections climatiques de référence DRIAS-2020. Ils sont consultables sur un site dédié publié par Météo-France en novembre 2022.

## Urbanisme

### Typologie
Au 1er janvier 2024, Pillon est catégorisée commune rurale à habitat dispersé, selon la nouvelle grille communale de densité à sept niveaux définie par l'Insee en 2022.
Elle est située hors unité urbaine et hors attraction des villes,.

### Occupation des sols
L'occupation des sols de la commune, telle qu'elle ressort de la base de données européenne d’occupation biophysique des sols Corine Land Cover (CLC), est marquée par l'importance des territoires agricoles (68,7 % en 2018), une proportion sensiblement équivalente à celle de 1990 (69 %). La répartition détaillée en 2018 est la suivante : 
terres arables (50,2 %), forêts (29,4 %), prairies (18,5 %), zones urbanisées (2 %). L'évolution de l’occupation des sols de la commune et de ses infrastructures peut être observée sur les différentes représentations cartographiques du territoire : la carte de Cassini (XVIIIe siècle), la carte d'état-major (1820-1866) et les cartes ou photos aériennes de l'IGN pour la période actuelle (1950 à aujourd'hui).

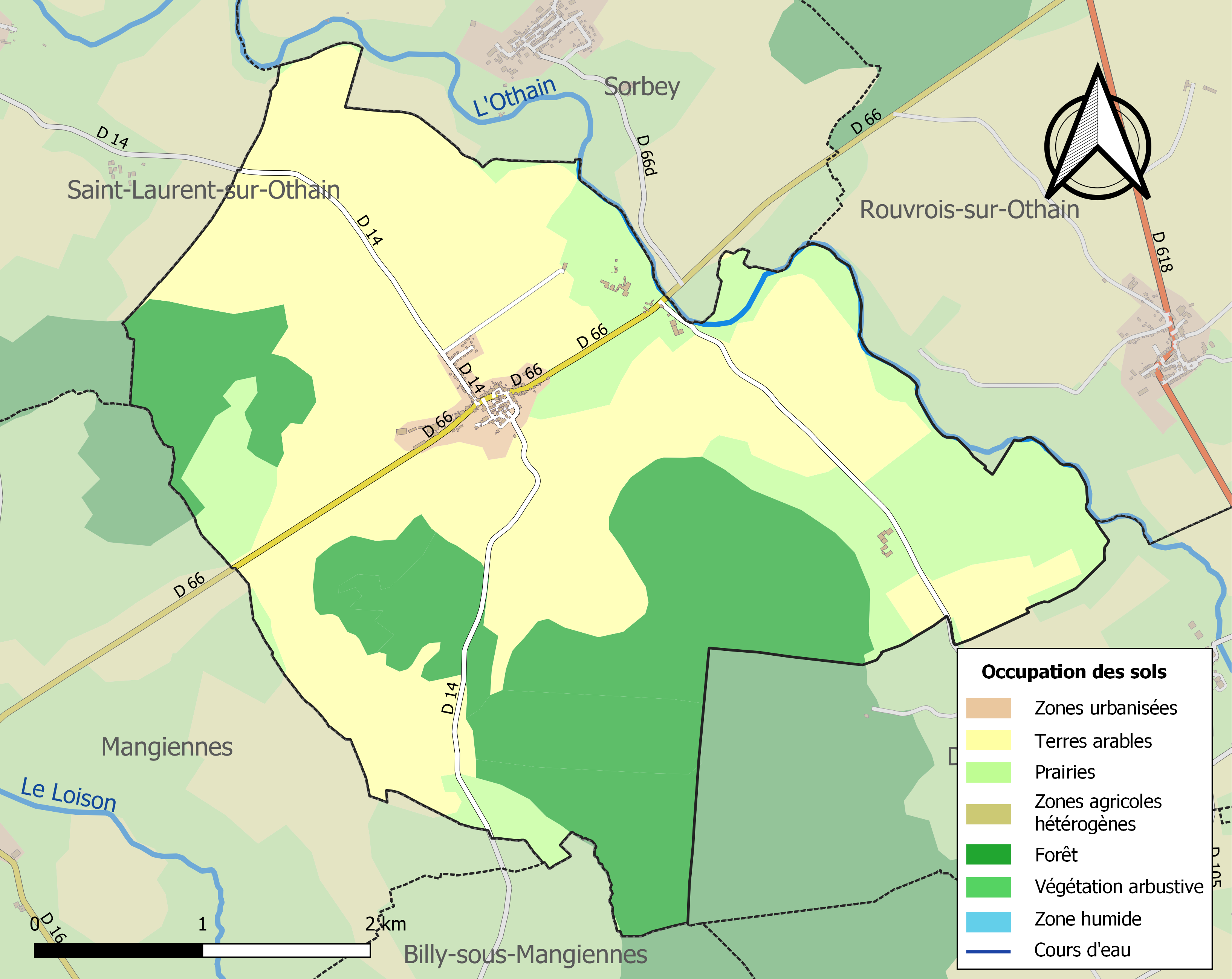
Carte des infrastructures et de l'occupation des sols de la commune en 2018 (CLC).

## Toponymie
Le nom de la localité est attesté sous les formes Pilo (1047) ; Pilon (1049) ; Pilam (1200) ; Pillonnum (1642) ; Pillonium (1738).

Pillon est situé sur le « ruisseau de Pilles » qui semble devoir son nom, sous une forme suffixée en -onem, à un lieu-dit, Les Pilles, où il prend sa source.

## Histoire
Le village de Pillon a accueilli en 1792 l'armée du Roi de Prusse, Frédéric-Guillaume II, sous le commandement du Duc de Brunswick. A proximité, dans le hameau de Châtillon l'abbaye, Johann Wolfgang von Goethe, dans son récit campagne de France 1792, fut particulièrement choqué à la vue des destructions de l'abbaye par les révolutionnaires. Ils marquèrent leur passage d'un arbre de la Liberté encre visible il y peu d'année. 
Pillon est un village labellisé « Route de Goethe - Campagne de France 1792 » par le comité scientifique des amis de la Route de Goethe 1792. Cet itinéraire culturel est en cours de labellisation Européen.

## Politique et administration
| Période                                  | Période                   | Identité                                         | Étiquette | Qualité      |
| ---------------------------------------- | ------------------------- | ------------------------------------------------ | --------- | ------------ |
| Les données manquantes sont à compléter. |                           |                                                  |           |              |
| mars 2001                                | mars 2014                 | Ferdinand Schwab                                 |           |              |
| mars 2014                                | En cours (au 26 mai 2020) | Christian Pergent Réélu pour le mandat 2020-2026 |           | Ancien cadre |

## Population et société

### Démographie
L'évolution du nombre d'habitants est connue à travers les recensements de la population effectués dans la commune depuis 1793. Pour les communes de moins de 10 000 habitants, une enquête de recensement portant sur toute la population est réalisée tous les cinq ans, les populations de référence des années intermédiaires étant quant à elles estimées par interpolation ou extrapolation. Pour la commune, le premier recensement exhaustif entrant dans le cadre du nouveau dispositif a été réalisé en 2008.

En 2022, la commune comptait 250 habitants, en évolution de −7,75 % par rapport à 2016 (Meuse : −4,4 %, France hors Mayotte : +2,11 %).
| 1793 | 1800 | 1806 | 1821 | 1831 | 1836 | 1841 | 1846 | 1851 |
| ---- | ---- | ---- | ---- | ---- | ---- | ---- | ---- | ---- |
| 477  | 488  | 517  | 572  | 545  | 548  | 611  | 633  | 601  |

| 1856 | 1861 | 1866 | 1872 | 1876 | 1881 | 1886 | 1891 | 1896 |
| ---- | ---- | ---- | ---- | ---- | ---- | ---- | ---- | ---- |
| 584  | 585  | 591  | 551  | 550  | 524  | 482  | 472  | 450  |

| 1901 | 1906 | 1911 | 1921 | 1926 | 1931 | 1936 | 1946 | 1954 |
| ---- | ---- | ---- | ---- | ---- | ---- | ---- | ---- | ---- |
| 404  | 415  | 400  | 279  | 290  | 272  | 268  | 248  | 258  |

| 1962 | 1968 | 1975 | 1982 | 1990 | 1999 | 2006 | 2008 | 2013 |
| ---- | ---- | ---- | ---- | ---- | ---- | ---- | ---- | ---- |
| 245  | 248  | 207  | 215  | 204  | 194  | 214  | 220  | 269  |

| 2018 | 2022 | - | - | - | - | - | - | - |
| ---- | ---- | - | - | - | - | - | - | - |
| 256  | 250  | - | - | - | - | - | - | - |

### Cultes

#### Liste des curés
Les curés de la paroisse de Pillon, jusqu'en 1904, ont été :
| Période                            | Période          | Identité                     | Étiquette | Qualité                                                                      |
| ---------------------------------- | ---------------- | ---------------------------- | --------- | ---------------------------------------------------------------------------- |
|                                    |                  | Raoul                        |           | cité dans un acte daté de février 1249, cité dans un acte daté de mai 1264   |
| 1500                               | 1525             | Hugues Bauhiere              |           | mort en fonction                                                             |
| 1525                               | 1535             | Dominique Rauconet           |           | mort en fonction                                                             |
| 1535                               | 1549             | Loup Didier                  |           | mort en fonction                                                             |
| 1549                               | 1552             | Bertrand Spencourt           |           | mort en fonction                                                             |
| 31 octobre 1552                    |                  | Christophe Choiseul          |           |                                                                              |
|                                    | 1557             | Benoit Villerdam             |           | mort en fonction                                                             |
| 1557                               | 1561             | Hubert Houillon              |           | mort en fonction                                                             |
| 1561                               | 1564             | Jean Molet                   |           | a résigné en fonction                                                        |
| 1564                               | 1566             | Jean Billy                   |           | a résigné en fonction                                                        |
| 1566                               | 1586             | François Fromet              |           | mort en fonction                                                             |
| 1586                               | 1609             | François D'Hispagne          |           | mort en fonction                                                             |
| vers 1620                          |                  | Jean Guichard                |           |                                                                              |
| 1658                               | 1667             | Jean Du Chene                |           | a résigné                                                                    |
| 1667                               | 1703             | Claude Le Breton             |           | notaire apostolique a résigné, permuta avec le suivant pour la cure de Billy |
| 1703                               | 1742             | Gérard Violard               |           | mort en fonction                                                             |
| 1742                               | 18 décembre 1780 | Jean-Antoine Simon           |           | mort en fonction                                                             |
| 3 janvier 1781                     | 14 novembre 1785 | Nicolas Gillant              |           | mort en fonction, âgé de 63 ans                                              |
| 17 novembre 1785                   | 2 janvier 1787   | Nicolas Thiery               |           | mort en fonction                                                             |
| 1787                               | 1793             | Pierre Fallet                |           | mort pendant la Révolution                                                   |
| 21 janvier 1803 1er pluviôse an XI | 1823             | Jean-Baptiste-Louis Courtois |           | né le 20 janvier 1735, insermenté retiré à Longuyon                          |
| 1825                               | 1831             | Pierre-Nicolas Laminette     |           | transféré à Romagne-sous-Montfaucon                                          |
| 1833                               | 1864             | Jean-François Boutillot      |           | retiré à Marville mort le 1er janvier 1866                                   |
| 1864                               | 7 mai 1872       | Louis-Basile Quintallet      |           | mort en fonction                                                             |
| 1873                               | 1885             | Adolphe-Eugène Laporte       |           | transféré à Lissey                                                           |
| 1885                               | 1er août 1901    | Justin-Joseph Collin         |           | mort en fonction                                                             |
| 1903                               | 1904             | Pierre-Marie Lemercier       |           | transféré à Chaumont-devant-Damvillers                                       |
| 1904                               |                  | Hubert-Joseph Baudoin        |           |                                                                              |

## Culture locale et patrimoine

### Lieux et monuments
- L'église Saint-Médard a été construite au XIIe siècle à l'emplacement d'un chœur qui daterait de l'époque romane. La nef a été bâtie au XVIIe siècle, puis le clocher, à la fin du XVIIIe siècle.
- Abbaye de Chatillon.
- Oratoire.
- Monument aux morts.
- Calvaire.

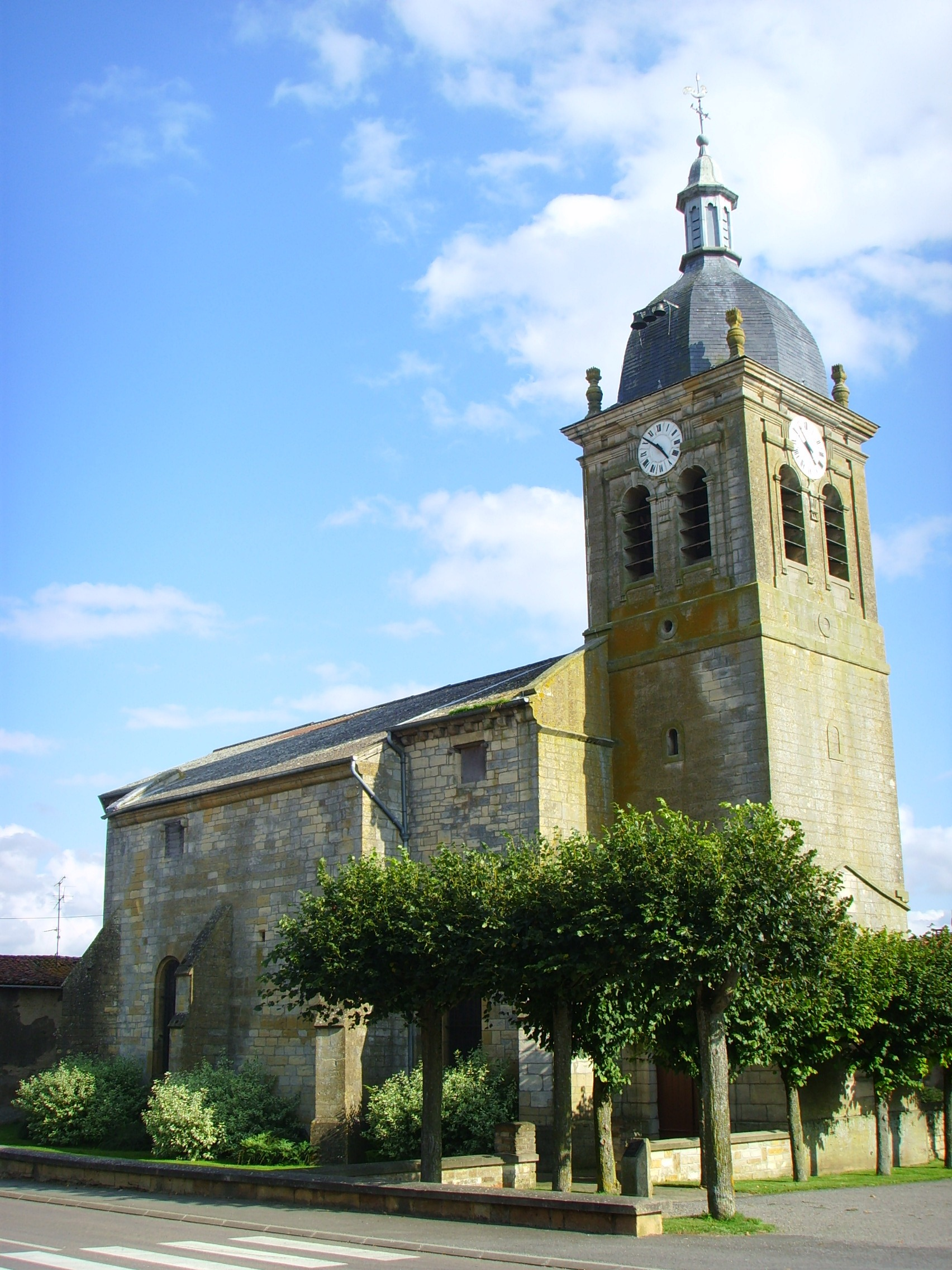
L'église Saint-Médard.
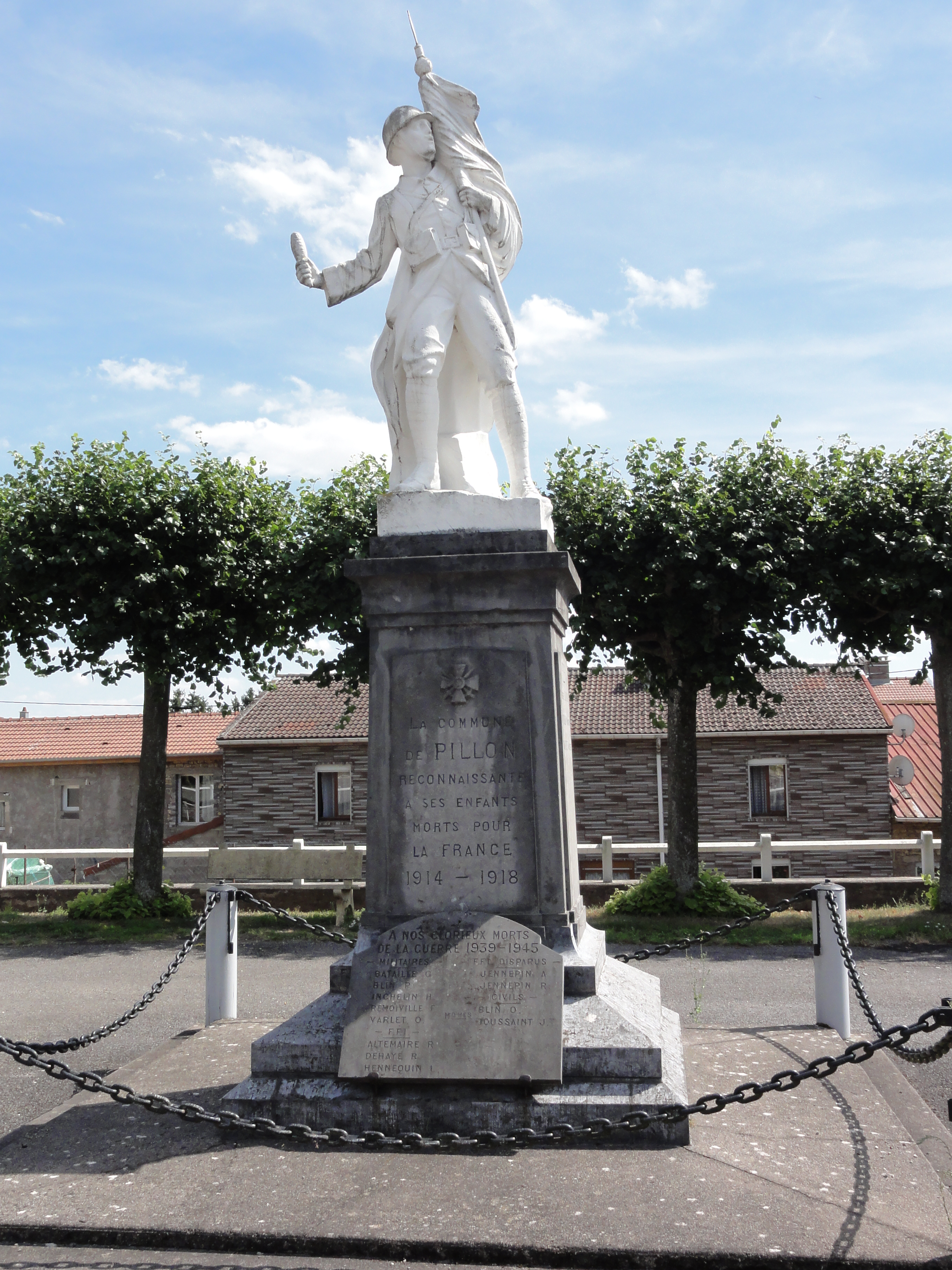
Monument aux morts.
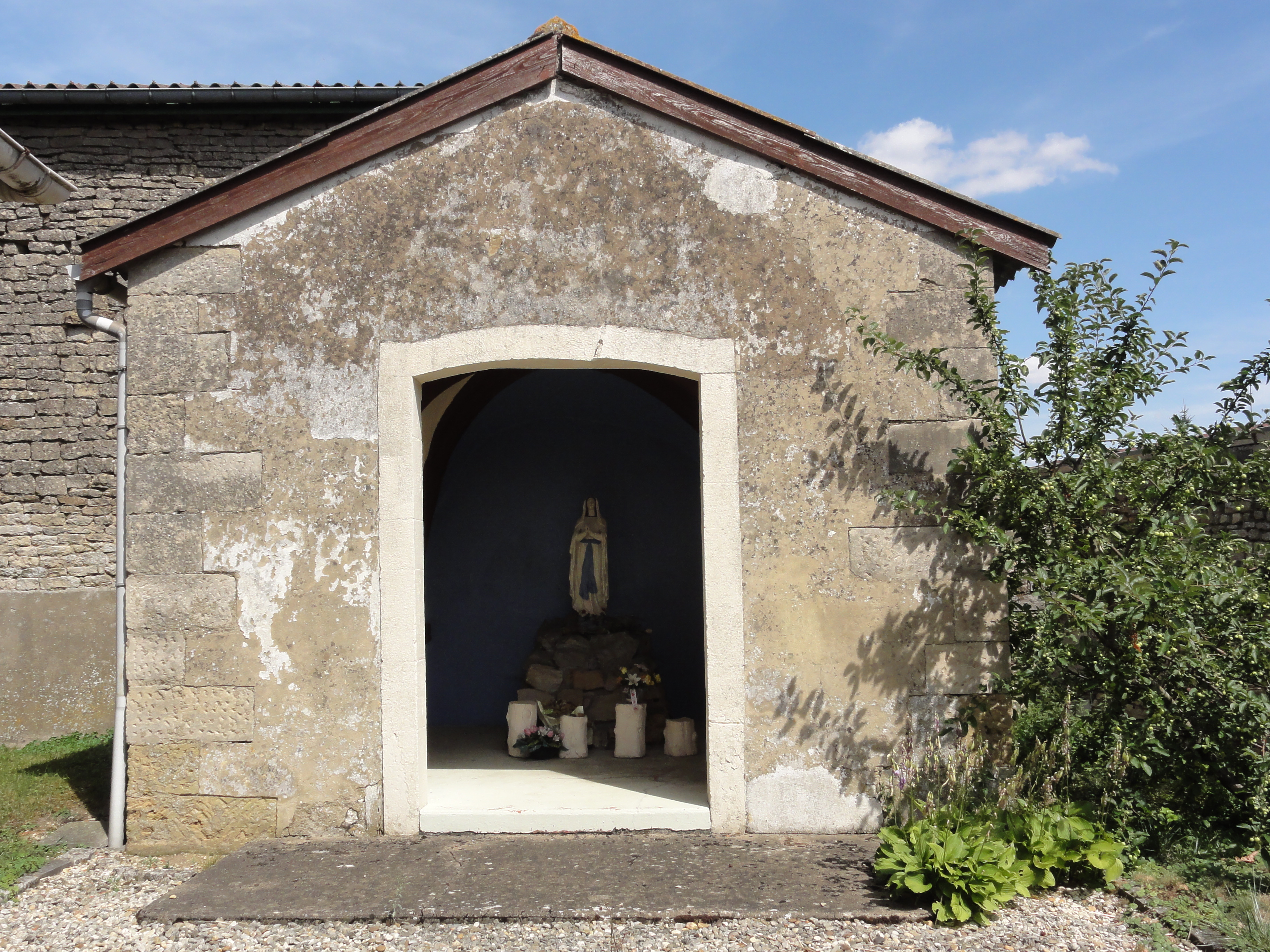
Oratoire.
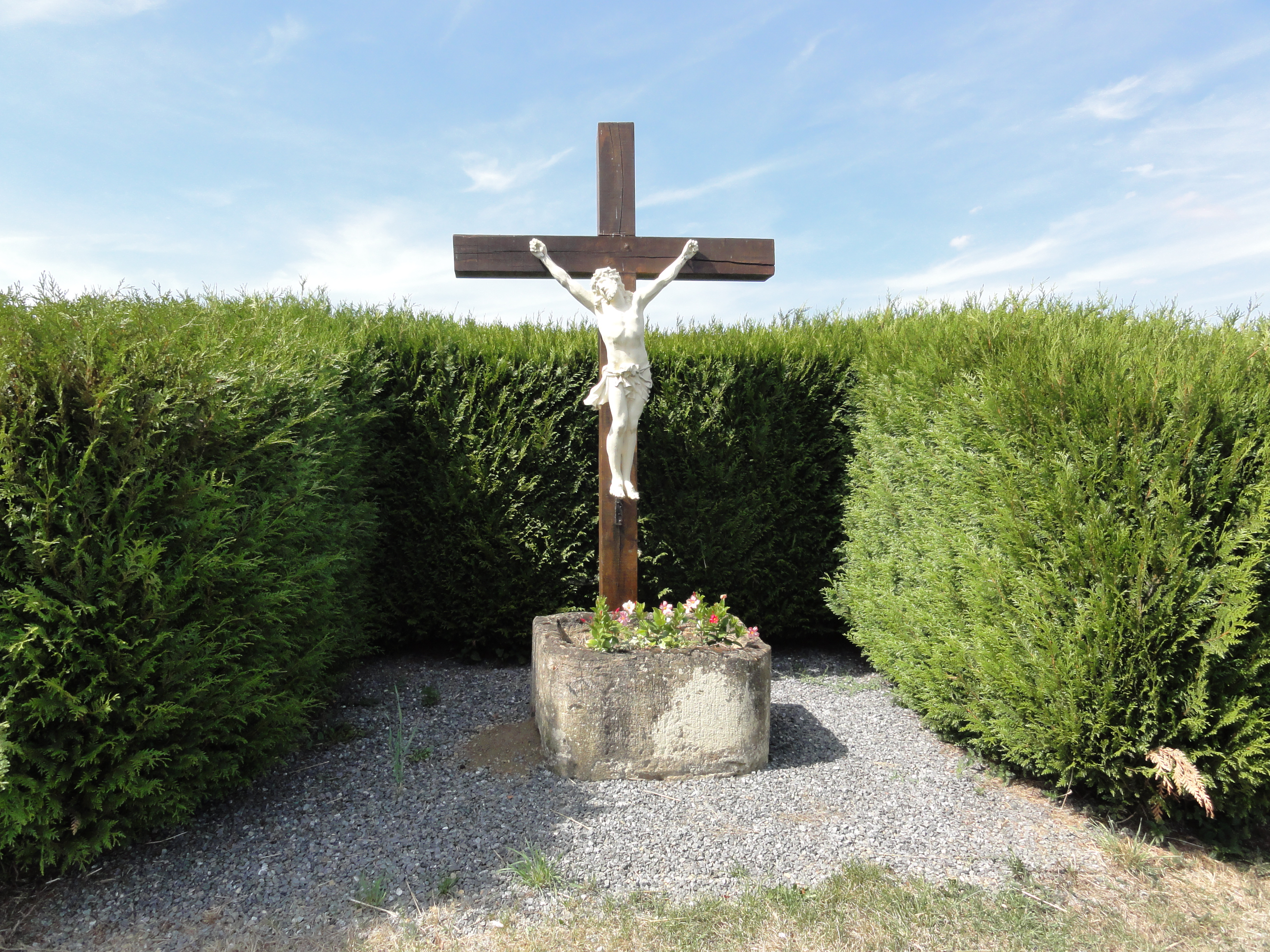
Calvaire.

### Héraldique, logotype et devise
| Blason de Pillon | Blason  | Coupé dentelé : au 1er d'argent maçonné de sable, chargé d'une aigle contournée, les ailes étendues, du même, allumée, membrée et languée de gueules, au 2e d'azur à la croix de consécration d'or. |
| Blason de Pillon | Détails | Création Dominique Larcher. Adoptée en 2006. |